# Littorina nebulosa
Littorina nebulosa är en snäckart som först beskrevs av Jean-Baptiste Lamarck 1822.  Littorina nebulosa ingår i släktet Littorina och familjen strandsnäckor.

## Underarter
Arten delas in i följande underarter:
- L. n. nebulosa
- L. n. tessellata